# Comté de Green (Kentucky)
Pour les articles homonymes, voir Comté de Green.
Le comté de Green est un comté de l'État du Kentucky, aux États-Unis, fondé en 1793. Son siège est basé à Greensburg.
C'est un dry county.

## Histoire
Le comté de Green a été fondé le 20 décembre 1792 et a été nommé d'après Nathanael Greene